# 푸이웨이
푸이웨이(중국어: 傅艺伟, 병음: Fù Yìwěi, 한자음: 부예위, 1964년 5월 26일 ~ )는 중화인민공화국의 배우이다.
하얼빈시에서 태어났다.

## 방송
- 천애명월도
- 칠협오의
- 대청후궁

## 영화
- 천애명월도 (2012년) - 양부인 역
- 칠협오의 인간도 (2012년)
- 사망내막 (1990년)
- 말대황후 (1987년)
- 류루적홍사촉 (1983년)